# 周凤岐 (近代军政人物)

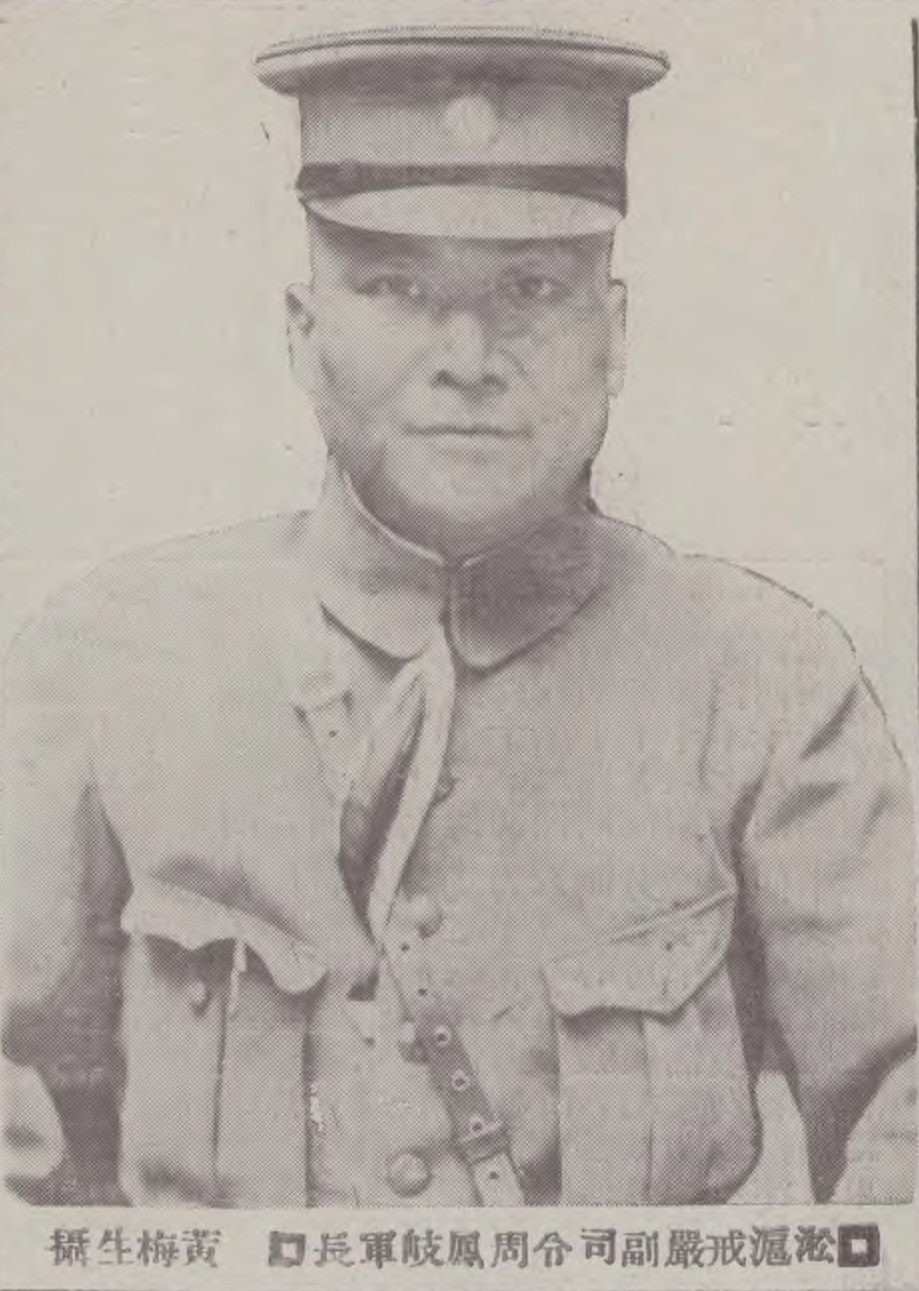
周鳳岐

周凤岐（1879年—1938年3月7日），原名清源，字恭先，浙江长兴县人。國民政府北伐戰爭期間之国民革命军第二十六军军长。浙江省政府主席。因與日本往來，被懷疑賣國而遭刺殺。

## 生平
1900年考中秀才。为廪生。1903年考入浙江武备学堂第三期，并加入光复会，1905年冬毕业。留浙江武备学任队官。调浙江陆军第二标弁目学堂学兵队任督队官、浙江新军二标一营队官。辛亥革命后回浙江任浙军参谋官、浙江都督府参谋长。1912年8月任浙江陆军第六师参谋长、浙江都署参谋长、浙江水上警察处处长。1913年“二次革命”时任浙军第六师第四十九旅旅长。1914年保送入保定陸軍軍官學校第三期，肄業。1916年4月参与浙江反袁独立，失败后离浙赴日本。1917年应蒋尊簋邀请回国参与策划寧波獨立。失败后再赴日。1919年浙江都督杨善德死后，回国任浙江省警备总司令部参议、省道局局长、卷烟特税处处长。1924年9月孙传芳任其为暂编浙江陆军第二师师长，助孙擊敗浙江督軍盧永祥，攻占江苏。1925年任南京卫戍司令。
1926年任浙江陆军第三师师长，後受到其部屬樊崧甫、郭懺、錢駿等人的勸說，透過個人關係與國民革命軍接觸；1926年12月20日与浙江陆军第一师师长陈仪投北伐军，浙江陸军第三師從江西九江回師浙江省，通電改编为国民革命军第二十六军，周鳳岐任军长。1927年1月6日，北伐军总司令部决定向长江下游进攻，将东路军所部编成6个纵队，并组成东路军前敌总指挥部，以白崇禧为前敌总指挥，张定璠为参谋长，潘宜之为政治部主任。
周凤岐兼任第一纵队指挥官，指挥第二十六军及[國民革命軍第十九軍]]。1927年4月上旬率第二十六军进驻上海，接替國民革命軍第一軍的第一师、第二师在上海防務。4月8日当局颁布《战时戒严条例》，兼任上海戒严副司令（北伐军东路前敌总指挥部总指挥白崇禧兼任上海戒严司令）。隨後的四一二事變，周鳳岐的立場支持蔣中正進行清黨，並指揮二十六軍協助在上海進行清黨行動，因此獲得蔣中正給與浙江省政务委员会委员之兼職。1927年5月率第二十六军隶属北伐第一路军参加第三期北伐，军至东台、盐城、阜宁一带。1927年8月14日因寧漢分裂蒋介石第一次通电下野，原浙江省政府要人纷纷随蒋挂冠而去，如浙江省主席张静江、蔡元培等人追随离任，离开浙江前往上海。
新桂系雖然取得了南京國民政府的主導權，但是一時間卻找不到與新桂系友好的浙江政要接任職務缺口，白崇禧只能任命周鳳岐為国民党浙江政治分会临时主席、浙江省政府委员、浙江省政府主席、浙江省戒严司令部司令。但是在蔣中正返回故鄉奉化後，周鳳岐自作主張餽贈蔣中正5萬銀圓希望蔣遠離浙江，此一作為造成蔣中正不悅，並對其產生芥蒂。周的行動與蔣的態度經由蔣伯誠透漏給何應欽，何應欽再將此事告知白崇禧，寧漢合流後，白崇禧為了避免與蔣中正關係惡化，決定將周鳳岐撤職處理，周鳳岐的政務職由何應欽接任（實務由何幕僚长、省军事厅长兼省防军司令蒋伯成代理），軍務由二十六軍副軍長陳焯接任代軍長，後直接扶正。
由於在寧漢分裂期間採取錯誤的對蔣態度，且低估了蔣復出的政治能量，最後周鳳岐成為新桂系與蔣修復關係的籌碼，此後周鳳岐退出國民政府軍政界，賦閒上海與家鄉長興縣間。此後周鳳岐多度策劃與其它國內反蔣派配合進行反蔣行動，均未成功，但其反蔣立場已被南京國民政府所知，並且被密切監控。
七七事變後，周鳳岐一度前往南京觀望戰爭狀態，由於對國民政府前景不看好，周鳳岐與日本方面開始接觸。由於國民政府判斷周與日本人的合作將對局勢有害，決定將其暗殺。1938年2月周鳳岐从家乡长兴县赴上海討論事務。1938年3月7日下午13时45分，在上海法租界亚尔培路80号周凤岐在上海的寓所门前，被军统乱枪打死。